# سنت‌لورینتس‌کاتا
سنت‌لورینتس‌کاتا (به مجاری:  Szentlőrinckáta) یک شهرداری در مجارستان است که در ناحیه نادی‌کاتا واقع شده‌است. سنت‌لورینتس‌کاتا ۲۰٫۱۵ کیلومتر مربع مساحت دارد.